# ساموئل ال. براونشتین
ساموئل ال. براونشتین (انگلیسی: Samuel L. Braunstein؛ زادهٔ ۱۹۶۱) دانشمند در زمینه فیزیک کوانتوم و دورنوردی کوانتومی اهل استرالیا است.